# I sette pilastri della saggezza
I sette pilastri della saggezza (titolo originale in lingua inglese Seven Pillars of Wisdom) è un libro autobiografico delle esperienze del soldato britannico T. E. Lawrence ("Lawrence d'Arabia"), nella sua attività di ufficiale di collegamento con le forze ribelli durante la rivolta araba contro l'Impero ottomano del 1916-1918.
Charles Hill, un diplomatico britannico, chiamò I sette pilastri della saggezza "un romanzo che viaggia sotto la copertura di un'autobiografia" catturando una versione altamente personale degli eventi storici descritti nel libro di Lawrence.

## Libro

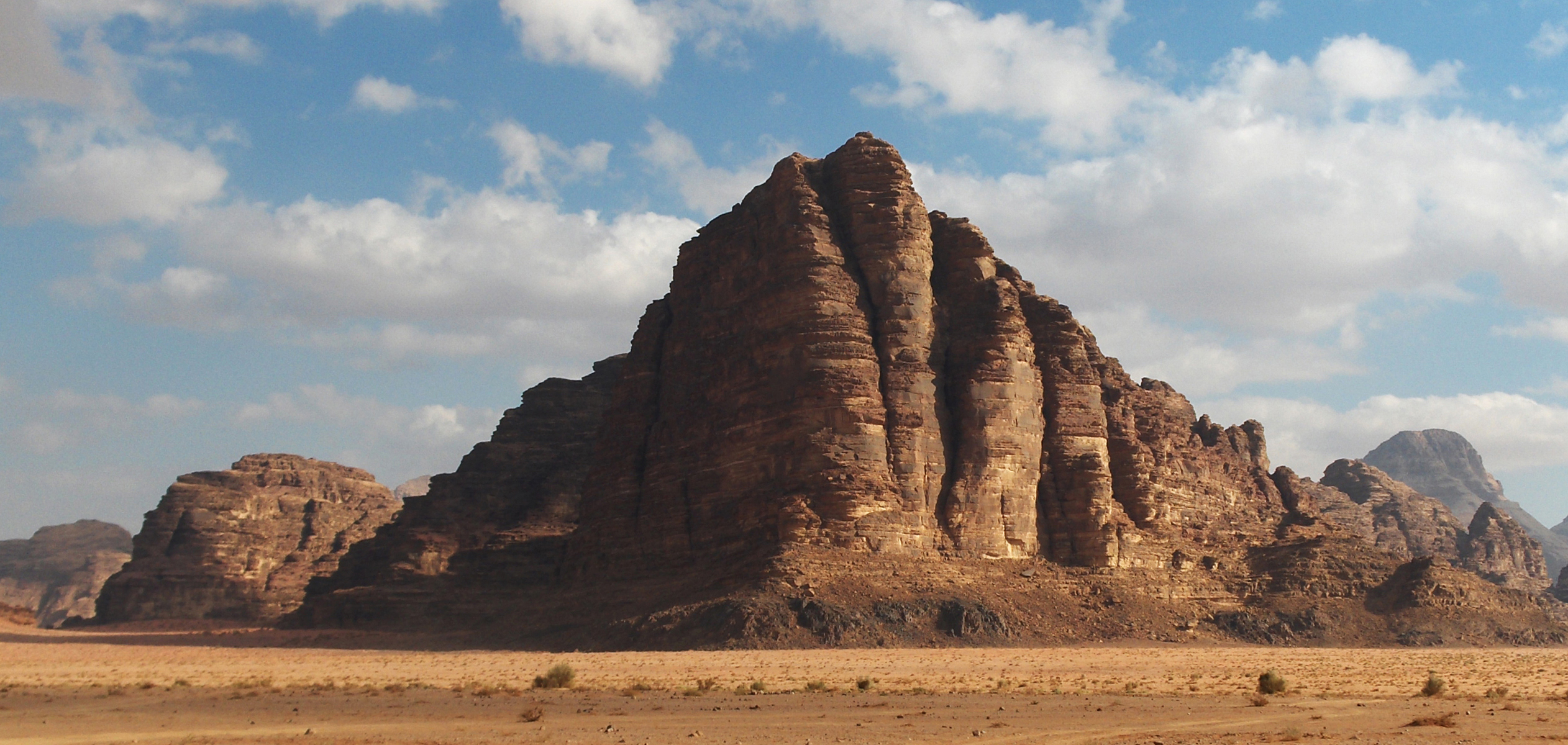
La roccia chiamata "I sette pilastri della saggezza" presente nel deserto di Wadi Rum in Giordania

Il titolo deriva dal Libro dei proverbi, 9:1: "La sapienza ha costruito la sua casa e vi ha scavato i suoi sette pilastri" (Bibbia di re Giacomo). Prima dello scoppio della prima guerra mondiale, Lawrence aveva cominciato a lavorare su un libro scientifico su sette grandi città del Medio Oriente, che si sarebbe dovuto intitolare I sette pilastri della saggezza. Quando scoppiò la guerra, era ancora incompleto e Lawrence disse di aver distrutto il manoscritto.
Successivamente, durante la rivolta araba del 1917-18, Lawrence stabilì il suo centro operativo nel Wadi Rum (ora parte della Giordania), ed una delle rocce più impressionanti, presente nel deserto, venne chiamata da Lawrence "I sette pilastri della saggezza". Alla fine, Lawrence decise di utilizzare questo titolo evocativo per il libro di memorie che egli scrisse dopo la fine della guerra.
Mentre il titolo potrebbe sembrare più adatto al primo libro piuttosto che all'ultimo, un verso dedicatorio dal poema (a SA, forse Selim Ahmed) inserito all'inizio del libro, aiuta a spiegare l'interpretazione di Lawrence dei "sette pilastri" biblici e la loro rilevanza nella rivolta araba.
La morte pareva la mia serva durante
Il cammino, fino a quando non fummo vicini
E ti avvistammo mentre aspettavi:
Nel momento in cui sorridesti e in dolente
Invidia mi superò
E ti fece a pezzi:
Entro il suo silenzio

Amore, in modo sfiancante palpeggiai il tuo corpo,
Nostro magro salario
Nostro per un istante
Prima che la soffice mano della terra esplorasse le tue forme
E i ciechi
Vermi s’ingrassassero con
Tua sostanza

Gli uomini mi pregarono di dare inizio alla nostra opera,
Una casa inviolata,
Memoria di te
Ma affinché fosse adeguato lo atterrai,
Incompleto: e adesso
Quei piccoli esseri strisciano fuori per farsi
Dei tuguri
All’ombra guasta
Del tuo dono.»
(T. E. Lawrence)

## Manoscritti ed edizioni
La conoscenza della natura, del potere e del paese, da parte dei popoli di lingua araba, faceva pensare che l'esito di tale ribellione sarebbe stato felice. E ne indicarono il suo carattere e metodo.

Così consentirono loro di iniziare ...»
(I sette pilastri della saggezza, introduzione)
Lawrence aveva preso minuziosi appunti nel corso degli avvenimenti in cui era stato coinvolto nel corso della rivolta. Iniziò a lavorare alla narrazione nella prima metà del 1919, mentre era a Parigi per la Conferenza di Pace e, nella tarda estate, quando tornò in Egitto.
Entro il dicembre 1919 egli aveva già realizzato una minuta della maggior parte dei dieci libri che compongono "I sette pilastri della saggezza", ma perse tutto, a parte l'introduzione e gli ultimi due libri, smarrendo il suo bagaglio mentre cambiava treno alla stazione di Reading in Inghilterra. I giornali nazionali diedero notizia del trafugamento dei "manoscritti dell'eroe" , ma senza risultato; le minute andarono perdute. Lawrence si riferiva a questa versione come "primo testo" e disse che se fosse stata pubblicata, sarebbe stata costituita da circa 250.000 parole.
Agli inizi del 1920, Lawrence si accinse all'arduo compito di riscrivere quanto riusciva a ricordare della prima versione. Lavorando di sola memoria (aveva distrutto i suoi appunti di guerra dopo il completamento delle corrispondenti parti del primo testo), riuscì a completare questo "secondo testo", lungo 400.000 parole, in tre mesi. Lawrence descrisse questa versione come "irrimediabilmente cattiva" in termini letterari, ma dal punto di vista storico "sostanzialmente completa ed accurata".
Sulla scorta del "secondo testo", Lawrence iniziò a lavorare ad una edizione "pulita" (terzo testo) a Londra, Jeddah e Amman durante il 1921. Dopo il completamento del testo di 335.000 parole nel febbraio 1922, Lawrence bruciò il "secondo testo". Egli poi procedette a far stampare otto esemplari impaginati e stampati dall'Oxford Times e questa edizione privata divenne nota come "1922 Edition" o "Testo di Oxford" de I sette pilastri. Fece scrupolose correzioni manoscritte a sei di queste copie e le fece rilegare. (Nel 2001, l'ultima volta che una di queste stampe primitive giunse sul mercato, venne pagata quasi 1 milione di dollari ad un'asta.) Questa volta, invece di bruciare l'ultimo manoscritto (terza edizione), Lawrence lo donò alla Bodleian Library.
A metà del 1922, Lawrence era in uno stato di grave agitazione mentale: i postumi psicologici della guerra stavano prendendo il sopravvento, così come la stanchezza per gli sforzi letterari degli ultimi tre anni, la sua delusione per i posti assegnati ai suoi compagni d'arme arabi, e gli oneri di essere considerato, agli occhi del pubblico, come un "eroe nazionale". Fu in questo periodo che egli si ri-arruolò nelle forze armate sotto falso nome (prima nella Royal Air Force e poi nei Royal Tank Corps), in un tentativo di sviluppare una nuova identità. Preoccupato per il suo stato mentale e desideroso che la sua storia potesse essere letta da un pubblico più vasto, venne convinto dai suoi amici a produrre una versione ridotta de I sette pilastri, per servire sia come stimolo intellettuale che come fonte di reddito del quale aveva molto bisogno. Nelle sue serate fuori servizio, l'"aviere Ross" - o, più tardi, il "soldato Shaw" - si mise a riassumere il testo del 1922 portandolo a 250.000 parole per quella che sarebbe stata un'edizione molto limitata, rispetto a quella estremamente sontuosa edita per i sottoscrittori.
L'edizione speciale per i sottoscrittori – stampata in 200 copie, delle quali solo cento messe in vendita, ciascuna delle quali con un'unica, sontuosa, rilegatura a mano – venne pubblicata nel tardo 1926. Venne stampata a Londra da Roy Manning Pike e Herbert John Hodgson, con illustrazioni di Eric Kennington, Augustus John, Paul Nash, Blair Hughes-Stanton e sua moglie Gertrude Hermes. Alcune copie, di tanto in tanto, divennero disponibili nel commercio di antiquariato e potevano facilmente raggiungere il prezzo di 100.000 dollari. Purtroppo, ogni copia costò a Lawrence tre volte le 30 ghinee che i sottoscrittori avevano pagato.
L'edizione speciale fu del 25% più breve della versione di Oxford, ma Lawrence non la abbreviò in modo uniforme. Le soppressioni dei primi libri furono molto meno drastiche rispetto a quelli successivi: ad esempio, il primo libro perse il 17% delle sue parole mentre il quarto ne perse il 21%, rispetto al 50% e 32% dei libri ottavo e nono. Le critiche furono diverse sulle due edizioni: Robert Graves e George Bernard Shaw preferirono il testo del 1922 (anche se, da un punto di vista giuridico, apprezzarono l'eliminazione di alcuni passaggi che avrebbero potuto essere considerati diffamatori, o almeno indiscreti), mentre E. M. Forster preferì la versione del 1926.
Meriti letterari a parte, tuttavia, la produzione dell'edizione per sottoscrittori aveva lasciato Lawrence sull'orlo della bancarotta. Fu costretto ad intraprendere una potatura ancora più severa per la produzione di una versione per la vendita al pubblico: questo avvenne nel 1927 con il titolo Rivolta nel deserto, un libro di circa 130.000 parole: "un compendio di un compendio", come sottolineò George Bernard Shaw, non senza disprezzo.
Dopo l'edizione del 1926, Lawrence aveva stabilito che nessun'altra edizione de I sette pilastri sarebbe stata stampata nel corso della sua vita. Lawrence perse la vita in un incidente stradale, nel maggio 1935, all'età di 46 anni, mentre in moto percorreva una strada di campagna, e nel giro di alcune settimane dopo la sua morte venne pubblicata l'edizione riassunta del 1926 per la vendita al pubblico. Il testo integrale (versione di Oxford del 1922) non venne più pubblicato fino alla scadenza del copyright nel 1997.

## Edizioni originali
- Seven Pillars of Wisdom, 1922, testo integrale di Oxford, ISBN 0-9546418-0-9.
- Seven Pillars of Wisdom, 1926, edizione per sottoscrittori, ISBN 0-385-41895-7.
- Revolt in the Desert, abridged version of Seven Pillars, Jonathan Cape, London, 1927, ISBN 1-56619-275-7.

### Edizioni italiane
- I sette pilastri della saggezza, traduzione di Erich Linder, Collana Omnibus, Milano, Bompiani, 1949. - a cura di Nemi D'Agostino, Collana Overlook, Milano, Bompiani, 2000-2010, ISBN 978-88-4524-616-6.
- I sette pilastri della saggezza, trad. di E. Linder, 2 voll., Collana i Delfini, Milano, Bompiani, 1964; con una nota bio-bibliografica a cura di Anna Luisa Zazo, 3. voll., Collana Oscar, Milano, Mondadori, 1971.
  - in  Opere, a cura di Nemi D'Agostino, Collana Classici, Milano, Bompiani, 1974.
- I sette pilastri della saggezza, traduzione di Walter Mauro e Piero Pieroni, cura e introduzione di Walter Mauro, Collana Grandi Tascabili Economici n.329, Roma, Newton & Compton, 1995.
- I sette pilastri della saggezza, traduzione di Simona Pisauri, Collana Il rosso e il nero, Siena, Barbèra, 2006. - Collana Cosmopolis, Barney, 2014, ISBN 978-88-98693-20-7; Roma, Edizioni Theoria, 2017, ISBN 978-88-9999-700-7; Collana Gli intramontabili, Santarcangelo di Romagna, 2017, ISBN 978-88-180-3148-5.
- I sette pilastri della saggezza, trad. di Erich Linder interamente riveduta da Fabrizio Bagatti, a cura di F. Bagatti, Milano-Firenze, Bompiani, 2019, ISBN 978-88-452-9981-0.

### Edizioni italiane diRevolt in the Desert
- La rivolta nel deserto, traduzione di e prefazione di Arrigo Cajumi, Milano, Mondadori, 1929. - Collana Terre.Idee, Milano, Il Saggiatore, 2004; Milano, Net, 2007.
- La rivolta nel deserto, traduzione di Rita Gatti, Introduzione di Luigi Goglia, Collana Grandi Tascabili Economici, Roma, Newton Compton, 2006.
- La Rivolta Araba, trad. e cura di Fabrizio Bagatti, Collana Archivi storici, Fidenza, Mattioli 1885, 2024, ISBN 978-88-626-1907-3.

## Riferimenti nella musica
- ll gruppo musicale Sabaton compose un brano intitolato "Seven pillars of wisdom", dedicato a Lawrence d'Arabia e contenuto nell'album "Great war" pubblicato nel luglio del 2019.